# Murnau am Staffelsee

Localización de Murnau am Staffelsee en el Distrito de Garmisch-Partenkirchen

Murnau am Staffelsee es una ciudad de mercado, localizada a orillas del lago Staffelsee en el distrito de Garmisch-Partenkirchen, del estado federado de Baviera, en Alemania. Se encuentra a unos 70 km al suroeste de Múnich.

## Historia
El área de Murnau se encuentra habitada desde antes de la era cristiana. En tiempos romanos una ruta comercial conectaba la región con Bolzano. La primera mención en documentos ocurre en el año 1150 y en 1350 se le concede el derecho de mercado semanal.
g
Durante la Guerra de los Treinta Años fue ocupada por tropas suecas y francesas. En esta misma época, en 1634, sufrió una epidemia de peste que diezmó la población.
A mediados del siglo XIX un incendio destruyó casi en su totalidad la ciudad. La imagen de la ciudad ha cambiado poco desde su reconstrucción.
En la primera mitad del siglo XX, Murnau atrajo a muchos artistas, notablemente al pintor Vasily Kandinsky, la pintora Gabriele Münter, el autor Ödön von Horváth y otros literatos y actores. Se presume que el director de cine F.W. Murnau tomó su nombre de la ciudad, aunque no hay pruebas para esto.
Christoph Probst, miembro de la Rosa Blanca que fue ejecutado por los nazis, nació en la ciudad. Durante la Segunda Guerra Mundial, Murnau fue el sitio de un campamento de prisioneros de guerra polacos. Hoy en día Murnau tiene una guarnición de las tropas de montaña de la Bundeswehr.

## Galería

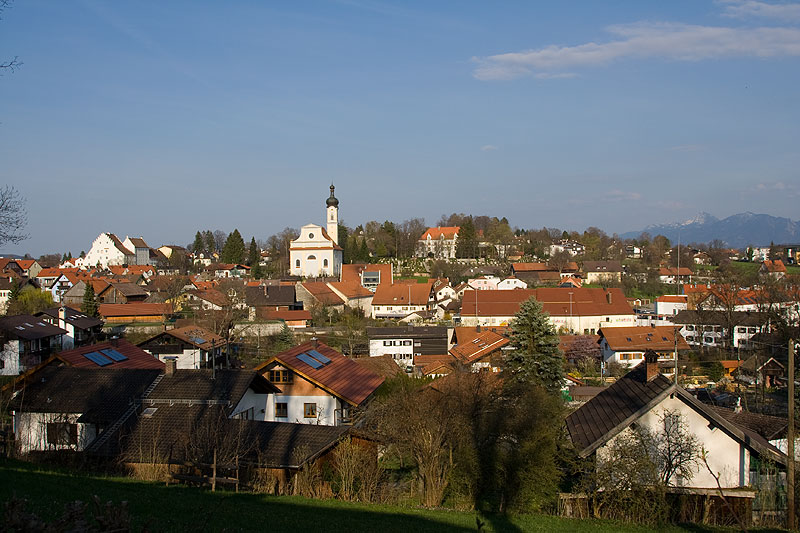
Vista de Murnau, 2007
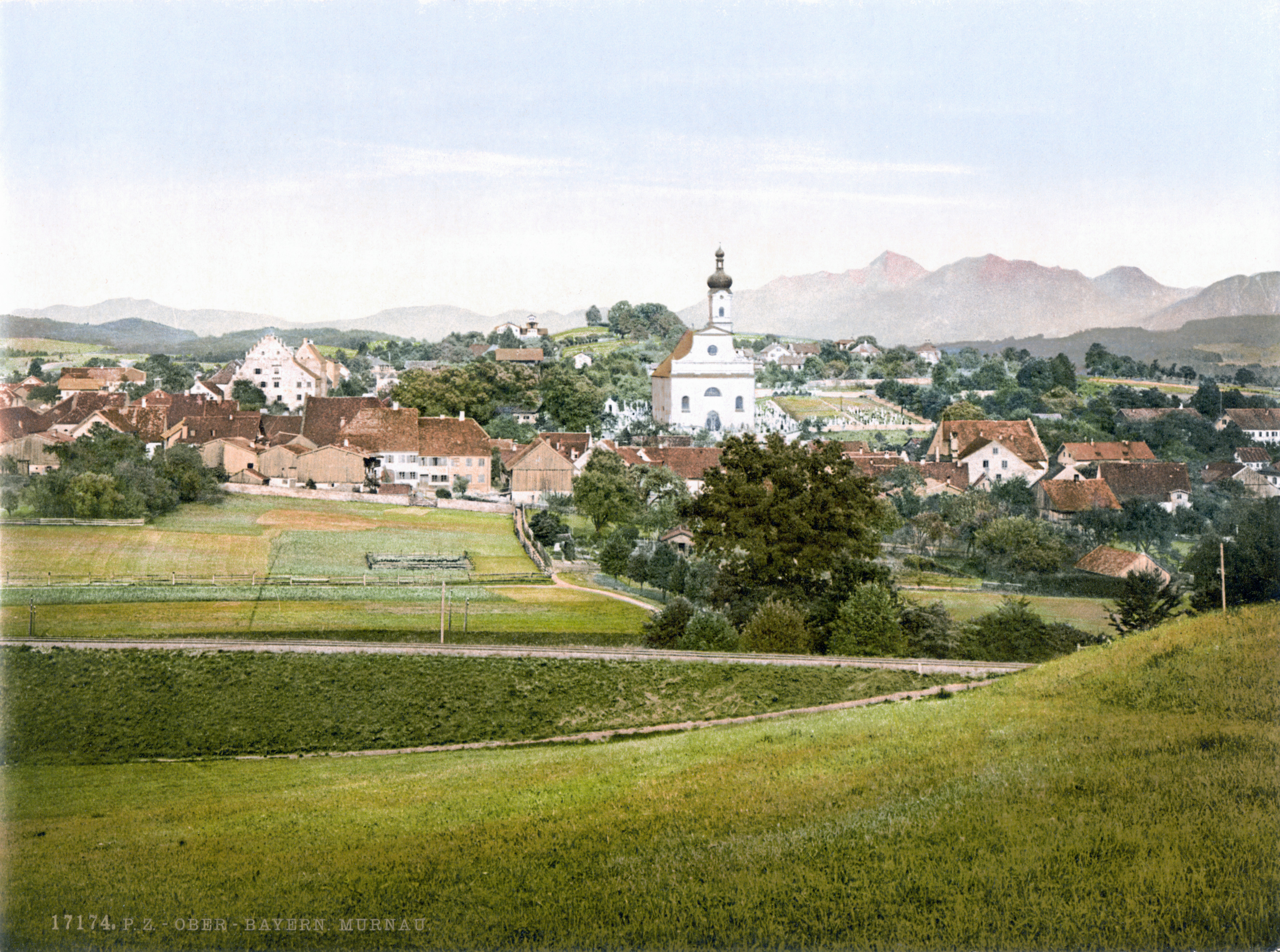
Vista de Murnau, 1900
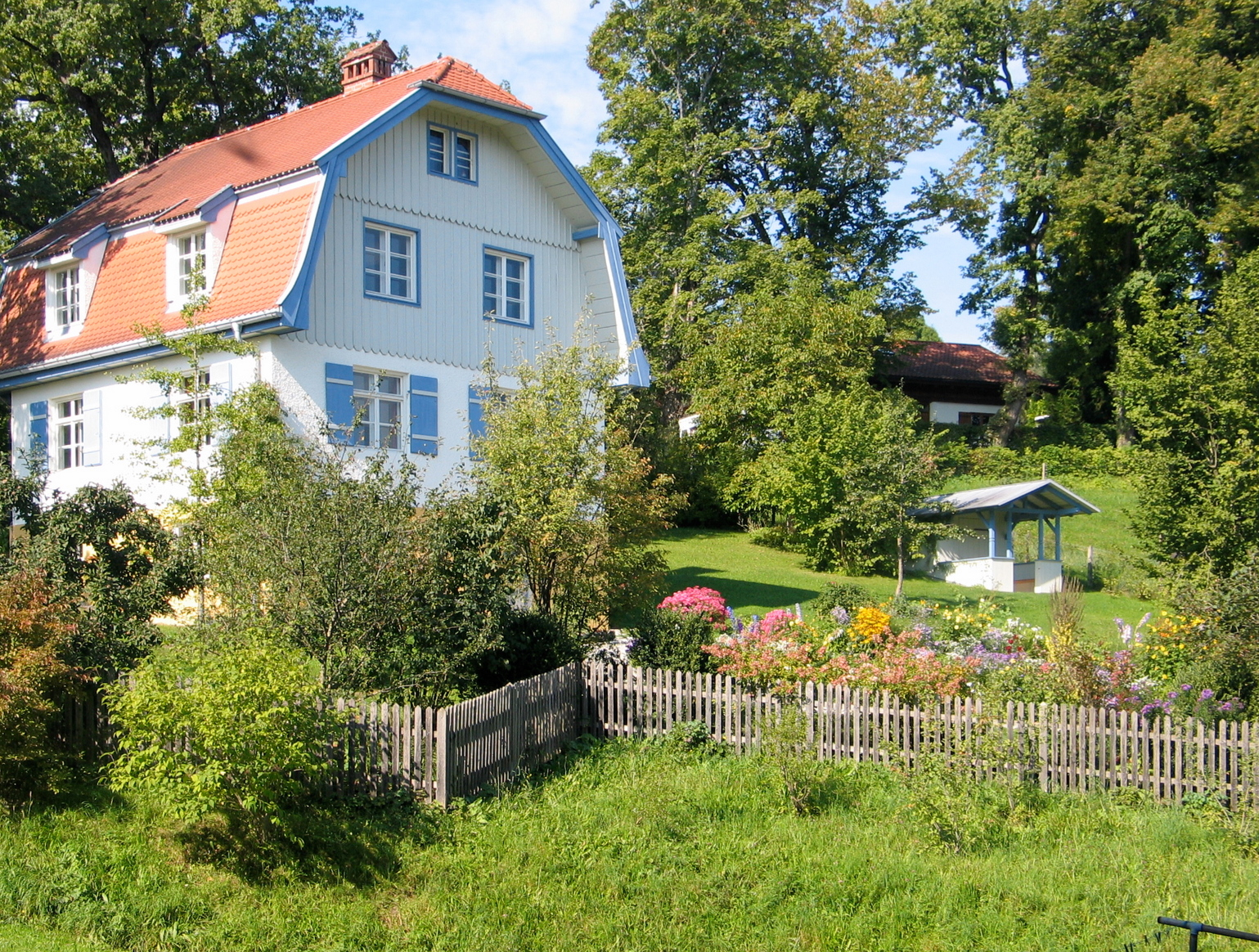
Casa-Museo Münter
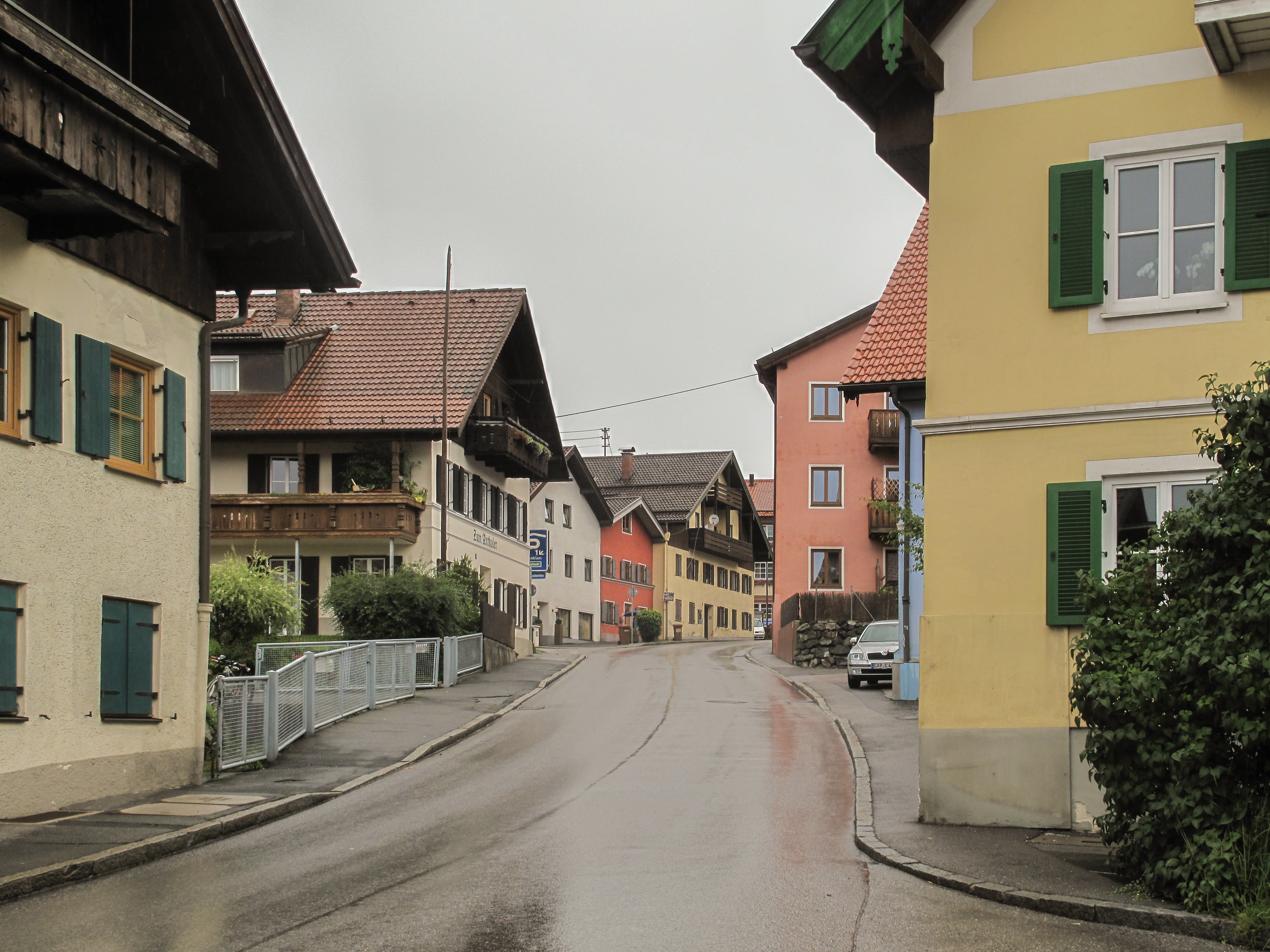
Vista en la calle 2012
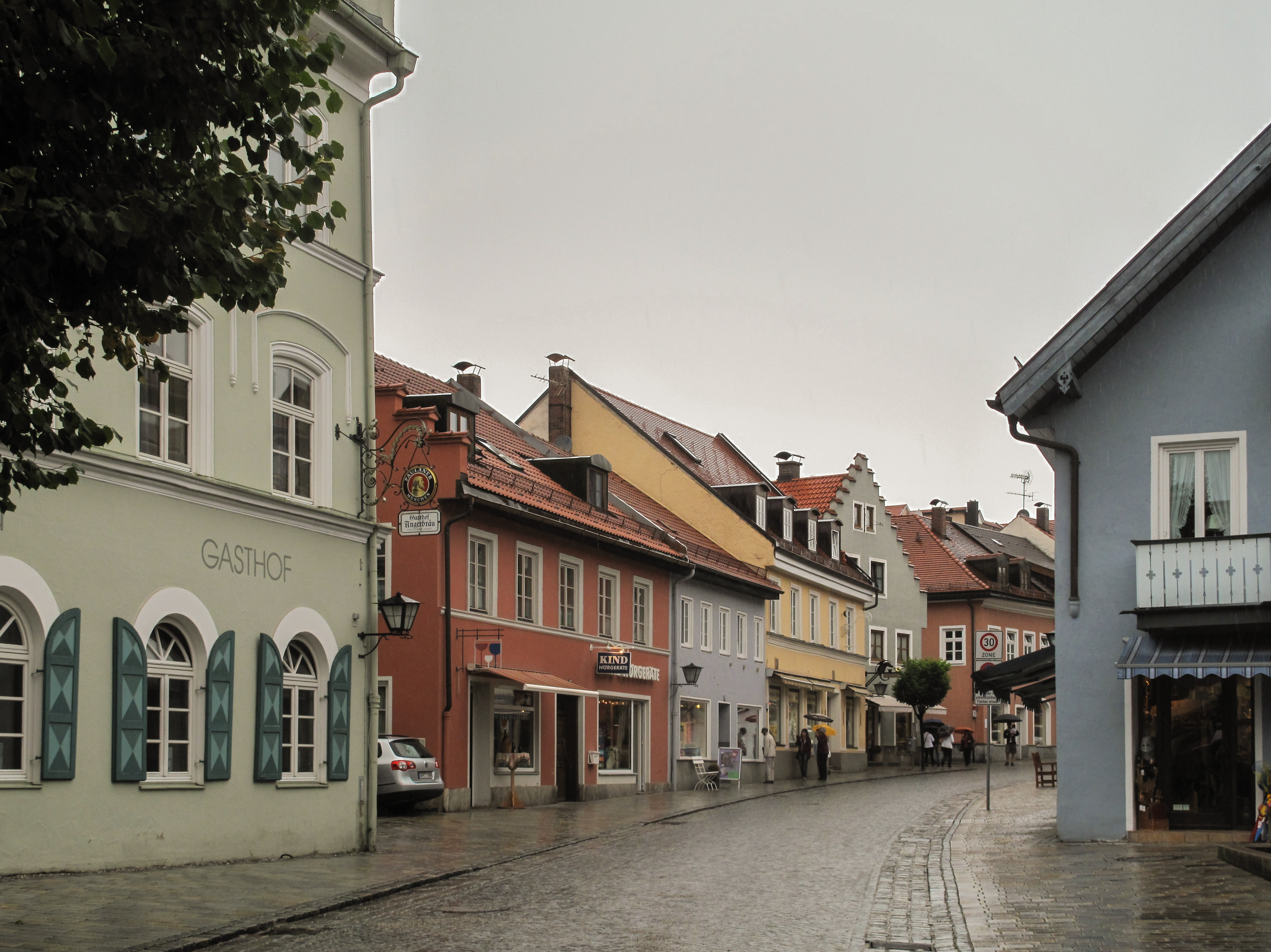
Vista en la calle 2012